# دهستان تابیوره
دهستان تابیوره (به لاتین: Tabivere Parish) یک دهستان در استونی است که در شهرستان یوگوا واقع شده‌است.

## خصوصیات
دهستان تابیوره ۲۰۱ کیلومترمربع مساحت و ۲٬۴۶۸ نفر جمعیت دارد.